# Оргеевский округ
Оргеевский округ — исторический административный округ в составе Молдавского княжества.

## История

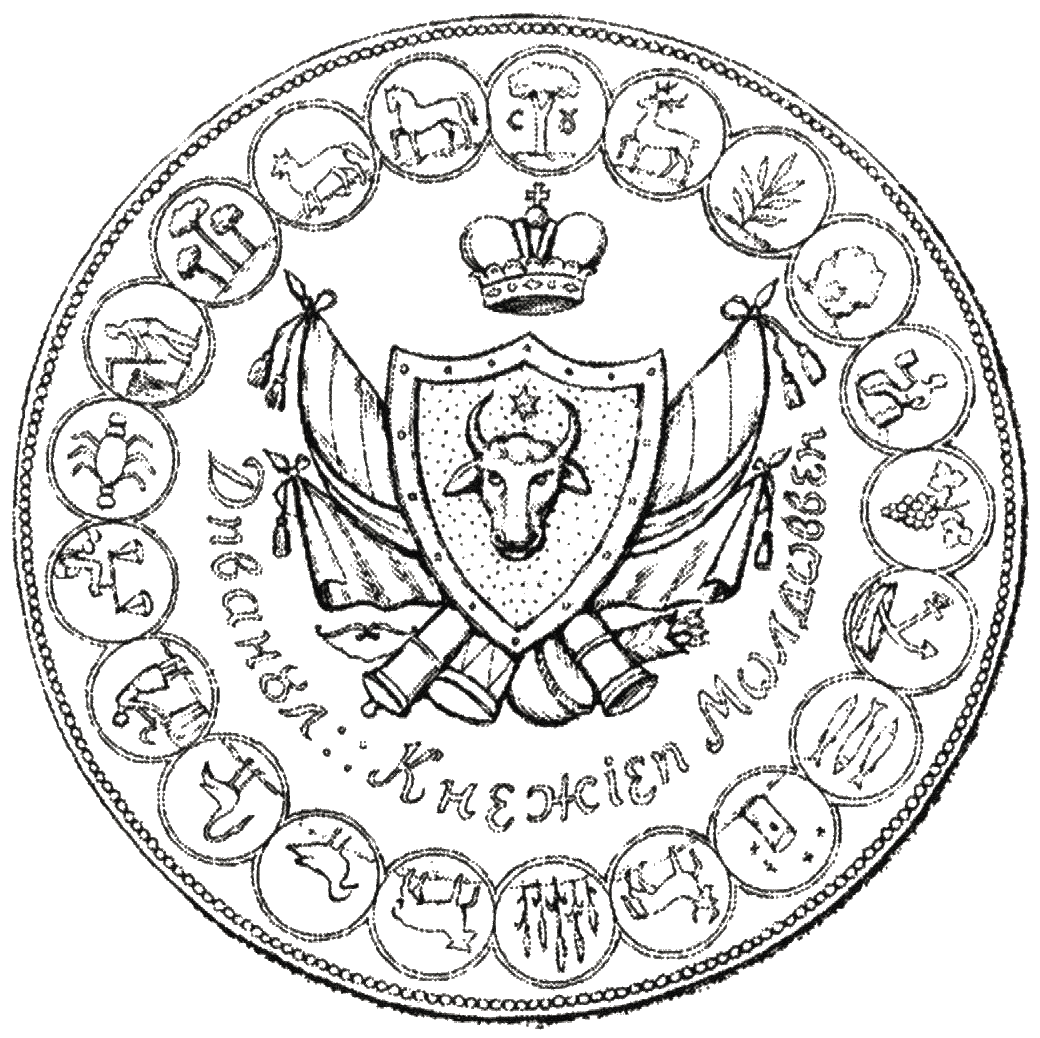
Печать Дивана Княжества Молдова с гербом страны, окруженным 21 медальоном с гербами округов

Оргеевский округ как административно-территориальная единица документально зафиксирован 7 марта 1531 года.
В 1770-х годах Лэпушнянский округ был объединен с Оргеевским округом.

## География
Оргеевский округ граничил на севере с Сорокском округе, от которого его отделял Резинский лес на севере нынешнего Резинского района. На западе граничит с Ясским округом, граница проходит примерно по водоразделу между притоками Днестра и Прута. На юго-западе он граничил с округом Лэпушна, от которого его отделяли реки Быковец и Бык. На юге по реке Бык проходила граница с Бендерской райя. К востоку Оргеевский округ граничал с Речь Посполитой и Османской империей по реке Днестр.
В целом территория включала Оргеевский, Резинский, Криулянский, Теленештский, Кэлэрашский районы, восток муниципия Кишинэу, запад Дубоссарского района, север района Анений Ной, юго-восток Шолданештского района и некоторые села в Сынжерейском и Унгенском районах.
Оргеевский округ входил в состав Хушской епархии, вместе с округом Фэлчиулуй, Лэпушней и Сорокским.

## Перепись 1772-1773 годов
|                    | Мужского пола душ |
| ------------------ | ----------------- |
| молдаване          | 3206              |
| цыгане             | 72                |
| духовные           | 150               |
| мазылы и рупташи   | 247               |
| греки              | 1                 |
| армяне             | 11                |
| сербы и еврей      | 10                |
| Всего дворов: 5050 |                   |

## Населенные пункты
Список населенных пунктов округа Орхей-Лэпушна по переписи 1772-1773 годов, сгруппированных по станам:

### Стан Оргеевский
Криулень, Устья, Хорилкань, Моловата, Оксентия, Жора, Вашкауцы, Лопатна, Стодолна, Лалова, Бучушка, Хородиште, Цахнауцы, Икимауцы, Резина, Сахарна, Чорна, Липичень, Олешкань

### Стан Кымпулуй
Березложь, Суслень, Чухурень, Биешть, Киперчень, Машень, Бушаука, Воротециле, Похрибень, Окна, Куйзаука, Самашкань, Печиште, Курлень, Киштельница

### Стан Реутулуй
Селиште, местечко Орхей, Пахарничень, Пятра, Почомбень, Фурчень, Машкауць, Избиште, Крухлик, Балошешты

### Стан Кулий
Саратень, Кицкань, Хаждеены, Захаиканы, Вережень, Инешты, Леушень, Насыень, Германешть, Коропчень, Богзешты, Краснашены, Исакова, Брянова, Дишкова, Пуцинтей, Хлубока, Сесень, Бравича, Теленешть, Михалаша, Чулукань, Бешень, Харишень, Хирова, Кондратешть, Нападень, Корнова, Деренуел, Синишка, Онешкань, Ходжинешть, Цибирика, Мелешень, Радень, Биличень

### Нижние деревни
Кривокул, Фаурешть, Боянул, Будешть, Шерпень, Похучень, Дубосарь Векь, Коржовул, Спея, Онецкань

### Стан Икелул
Кобылка, Белеяшть, Циганешть, Онешть, Войнова, Рошкань, Зубрешть, Реча, Покшешть, Борзешть, Ишновец, Стецкань, Миклешть, Пересечина, Телешеу, Камича, Микауць

### Стан Фаца Быкулуй
Паулешть, Нешкань, Бараяку, Сапотень, Хыржова, Волчинецул, Буда, Чорешть, Паржолтень, Хородиште, Садова, Варзарешть, Галешть, Татарешть, Негрешть, Рошкань, Сирець, Хидигишул, Бахмутия, Гецеоаний

### Стан Буковецулуй
Миклаушень, Лозова, Ворничень, Волосень, Курлучень, Страшень, Кожушна, Трушень, Дурлешть, Буюкань, местечко Кишиов

### Стан Ботны
Васыень, Валя Улмулуй, Русешть, Костешть, Саримырза, Балень, Гырлень, Молешть, Дынчень, Богочоая, Каля Ишновецулуй, Суручень, Гангура, Миморешть, Малкочул, Скорень, Каприяна, Кондрица

### Стан Когылникул
Богичень, Юрчень, Крыстешть, Казанешть, Сакарень, Пашкань, местечно Лапушна, Периень, Чучулень, Хынчешть, Лоханешть, Драгушень

### Стан Прутулуй
Салажень, Грозешть, Скопоcень, Шишкань, Ниспорень, Збероая, Козмешть